# Sapoba pallescens
Sapoba pallescens är en insektsart som beskrevs av Rauno E. Linnavuori och Al-ne'amy 1983. Sapoba pallescens ingår i släktet Sapoba och familjen dvärgstritar. Inga underarter finns listade i Catalogue of Life.